# Мультимедіа
Мультиме́діа  (лат. Multum + Medium) — комбінування різних форм представлення інформації на одному носієві, наприклад текстової, звукової і графічної, або, останнім часом все частіше — анімації і відео. Характерна особливість мультимедійних об'єктів та продуктів — наявність гіперпосилання. Поняття, що означає сполучення звукових, відео, графічних, текстових і цифрових сигналів, а також нерухомих і рухомих образів і конструкцій. Так, мультимедійна база даних буде вміщувати текстову і образну інформацію, відеокліпи і таблиці, і все це має однаково легкий доступ. Мультимедійна послуга дозволяє користувачеві посилати, одержувати і використовувати будь-яку форму інформації, взаємозамінну і взаємодоповнюючі за бажанням.

## Класифікація
Мультимедіа може бути класифікована як лінійна й нелінійна. Аналогом лінійного способу подання може бути кіно. Людина, що переглядає даний документ жодним чином не може вплинути на його зміст. Нелінійний спосіб подання інформації дозволяє людині брати участь у поданні інформації, взаємодіючи якимось чином із засобом відображення мультимедійних даних. Участь людини в даному процесі також називається «інтерактивністю». Такий спосіб взаємодії людини й комп'ютера найбільш повно представлений у категоріях відеоігор чи інтерактивних книжках. Іноді нелінійний спосіб подання і об'єднання даних називається «гіпермедіа».

## Можливості
Мультимедійні презентації можуть бути проведені людиною на сцені, показані через проектор, або ж на іншому локальному пристрої відтворення. Широкомовна трансляція презентації може бути як «живою», так і попередньо записаною. Широкомовна трансляція або запис можуть бути засновані на аналогових або ж електронних технологіях зберігання й передачі інформації. Варто відзначити, що Мультимедіа може бути або завантажена з інтернету на комп'ютер користувача й відтворена будь-яким чином, або відтворена за допомогою технологій потокової передачі даних.
Мультимедійні ігри — такі ігри, у яких гравець взаємодіє з віртуальним середовищем, побудованим комп'ютером. Стан віртуального середовища передається гравцеві за допомогою різних способів передачі інформації (аудіальний, візуальний, тактильний). Наразі всі комп'ютерні ігри належать до мультимедійних ігор. В такий тип ігор можна грати як в поодинці на локальному комп'ютері або приставці, так і з іншими гравцями через локальну або глобальну мережу.
Різні формати Мультимедіа даних можливо використати для спрощення сприйняття інформації споживачем. Наприклад, надати інформацію не тільки в текстовому виді, але й проілюструвати її звуком або відеокліпом. У такий же спосіб сучасне мистецтво може представити повсякденні речі у новому вигляді.

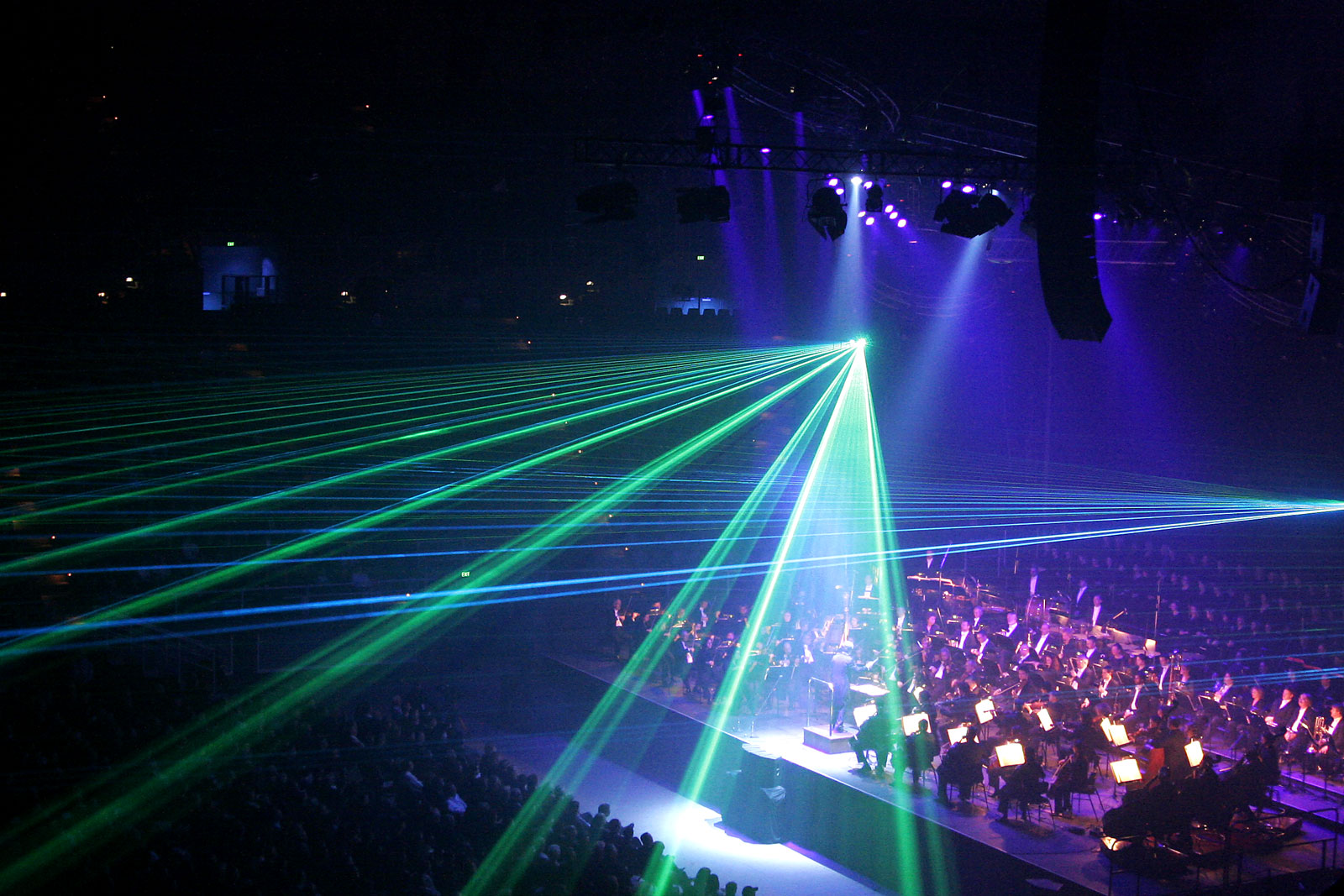
Лазерне шоу — «жива» мультимедійна вистава

Різні форми надання інформації уможливлюють інтерактивну взаємодію споживача з інформацією. Онлайн Мультимедіа все більшою мірою стає об'єктноорієнтованою, дозволяючи споживачеві працювати над інформацією, не маючи специфічних знань. Наприклад, для того, щоб викласти відео на YouTube [Архівовано 23 грудня 2021 у Wayback Machine.], від користувача не вимагаються знання техніки редагування відео, кодування і стиснення інформації, чи знань про будову web-серверів. Користувач просто вибирає локальний файл і тисячі інших користувачів відеосервісу мають можливість переглянути новий відеоролик.
Мультимедійні видання — це електронне видання, яке містить систематизований змістовний матеріал, пройшло редакційно-видавничу обробку, поєднує традиційну статичну (текст, графіку) і динамічну інформацію різних типів (мову, музику, відеофрагменти, анімацію тощо), впливає одночасно на декілька органів чуття реципієнта (органи зору і слуху), має власну нелінійну структуру.

### Історична довідка
В 1965 році термін Мульти-медиа був використаний для опису Exploding Plastic Inevitable — шоу, що сполучило в собі живу рок-музику, кіно, експериментальні світлові ефекти і нетрадиційне мистецтво.
Протягом сорока років даний термін отримував різні значення. Наприкінці 1970-х років цей термін позначав презентації, складені із зображень, одержуваних від декількох проекторів, синхронізованих зі звуковою доріжкою. В 1990-х цей термін набув сучасного значення.

## Використання
Мультимедіа знаходить своє застосування в різних областях, включаючи рекламу, видавництво, поліграфію, мистецтво, освіту, індустрію розваг, техніку, медицину, математику, бізнес, наукові дослідження і просторово-часові програми.

### Освіта
В освіті мультимедіа використовується для створення комп'ютерних навчальних курсів (популярна назва E-learning) і довідників, таких як енциклопедії та збірники. CBT (computer-based training) дозволяє користувачеві пройти через серію презентацій, тематичного тексту і пов'язаних з ним ілюстрацій у різних форматах подання інформації. Edutainment — неофіційний термін, використовуваний, щоб об'єднати освіту і розваги, особливо мультимедійні розваги. Теорія навчання за останнє десятиліття була значно розвинена у зв'язку з появою мультимедіа. Виділилося кілька напрямків досліджень, такі як теорія когнітивного навантаження, мультимедійне навчання та інші. Можливості для навчання і виховання майже нескінченні. Ідея медіа-конвергенції також стає одним з найважливіших факторів у сфері освіти, особливо у сфері вищої освіти. Медіа-конвергенція — це стрімко мінливий навчальний курс дисциплін, які викладаються в університетах по всьому світу. Крім того, вона змінює наявність, або відсутність такої, роботи, що вимагає цих «підкованих» технологічних навичок. Газетні компанії намагаються охопити новий феномен шляхом запровадження його практик у свою роботу. І поки одні повільно оговтуються, інші великі газети, такі як The New York Times, USA Today та The Washington Post створюють прецедент для позиціонування газетної індустрії в глобалізованому світі. Можна створювати відеоролики, завдяки яким можна навчатися вдома, за межами школи. Наприклад, якщо учень не зрозумів тему на уроці, або він пропустив урок, вчитель не зрозуміло пояснила тощо. Бувають різні ситуації чому діти не розуміють предмет. Тому на допомогу приходять повчальні відеоролики. Якщо ролик триває часом до 10 хвилин, то він заощадить дитині час, бо читаючи книгу, вона витратить набагато більше часу. Під час переглядання контенту застосовується не тільки зорова, а й слухова пам'ять. Тоді учень краще запам'ятає нові для нього відомості. Буває часто таке, що тема не цікава, нудна, а в книжці її показують ще складнішою та незрозумілою, тому це позбавляє будь-якого бажання вивчати предмет. А у відео можна використовувати різні ефекти, графіку, створити яскраві картинки з фотографіями. Розмістити усі необхідні дані. Перетворити тему із нудної в цікаву. Таким чином можна покращувати навчання та вивчення предметів у школі. Зробити їх більш наочними, зрозумілими та цікавими для усіх. Такий підхід до навчання, може зацікавити навколишній світ, бо це новий, нестандартний метод навчання. А нове притягує до себе своєю новизною, унікальністю. Разом з тим кожен повинен виважено підходити до коректного використання нового та традиційного у навчанні і тоді завжди буде хороший результат.

## Журнальні публікації
- Логістика в поліграфічному виробництві: Навч. посіб. / С. Ф. Гавенко, Б. В. Дурняк, Р. С. Зацерковна. — Л.: Укр. акад. друкарства, 2006. — 144 с. — Бібліогр.: с. 139—141.
- Ogirko I. V., Zapotochnyi V. I. The stress-strain state of screen photopolymer plates // Soviet Materials Science. — 1987. — № 22 (6). — P. 640—643.
- Серант А. Й., Огірко І. В. Соціальні комунікації і соціальні мережі як моделі розгалуженого розвитку зв'язків з громадськістю // Ефективність державного управління: зб. наук. пр. Львівського регіонального інституту державного управління Національної академії державного управління при Президентові України. — Вип. 31. — Львів : ЛРІДУ НАДУ, 2012. — С. 50—56.
- Ших Ю. А., Огірко І. В. Віртуальне паломництво — інтернет технології для задоволення духовних потреб. Поліграфія і видавнича справа. — Львів : УАД. — № 2 (58). — 2012. — С. 77—81.
- Криницька І. П., Огірко І. В. Аналіз презентації явища насильства над дітьми в сім'ї в сучасних інформаційних технологіях. Поліграфія і видавнича справа. — Львів : УАД, 2012. — № 2 (58). — С. 81—88.
- Огірко І. В., Дмитришин А. Управління якістю проекту книги // Кваліологія книги. — Львів  УАД, 2012. — С. 259—265.
- Пілат О., Огірко І. Інформаційна система оцінки якості електронних видань // Український Університет в Москві, Москва. — Т. 17. — 2012. — С. 162—166.
- Гаранько Т., Огірко І. Перспективи впровадження автоматизовних систем управління // Комп'ютерні технології друкарства. — Львів  УАД, 2012. — № 27. — С. 329—334.
- Огірко І. В., Ясінський М. Ф., Пілат О. Ю. Інформаційна система оцінки якості електронних видань// Комп'ютерні технології друкарства: наук.-техн. зб. — Львів : Українська академія друкарства. — № 31. — С. 96—104.
- Огірко І., Огірко О. Інформаційні технології безпекометрії в поліграфії. III-я Міжнародна науково-технічної конференції «Захист інформації і безпека інформаційних систем». Національний університет «Львівська політехніка», 5—6 червня. — Львів, 2014. — С. 46—51.
- Огірко І. Інформаційні технології безпекометрії. 4- Міжнародна науково-технічної конференції «Захист інформації і безпека інформаційних систем». Національний університет "Львівська політехніка "04 — 05 червня 2015 р. Львів, Україна. — С. 199—200.
- Огірко І., Ясінський М., Ясінська-Дамрі Л. Інформаційна технологія і математична модель створення графічних засобів захисту цінних паперів і документів з використанням 3D-голограми // Комп'ютерні технології друкарства. — 2015. — С. 90—101.
- Kucherov D.P., Ohirko I.V., Ohirko O.I., Golenkovskaya T.I. Neural Network technologies for recognition characters. Electronics and control systems. «National Aviation University»– № 4 (46). — 2015. — P. 65—71. — ISSN 1990-5548.
- Ihor Ohirko, Michaił Yasinsky, Ludmiła Yasinska-Damri, Olga Ohirko. Models of Geometrical Optics and Lenticular Printing: "Computer Technologies of Printing ". Vol. 2. Ukrainian Academy of Printing, 2015. — P. 205—213. — ISSN 2411-9210.
- W. Wysoczansky, A. Oliejnik, I. Ohirko. Mathematical modelling of diffusion processes in the shale gas production technology. Instytut Budownictwa, PSW im. Papieża Jana-Pawła II. «Telecotron international». — Warszawa. 2016. — Pg.  22. — ISBN 978-83-932045-2-6-0. (пол.)
- Огірко І. В., Романюк-Огірко О. П. Мультимедійні технології в хімії. Науково-технічна конференція професорсько-викладацького складу, наукових працівників і аспірантів (16–19 лютого 2016 р.). Українська академія друкарства. Тези доповідей. — 2016. — C. 143.
- Огірко І. В., Огірко О. І. Математична модель оцінювання якості та захисту WEB  . Науково-технічна конференція професорсько-викладацького складу, наукових працівників і аспірантів (16–19 лютого 2016 р.). Українська академія друкарства. Тези доповідей. — 2016. — C. 133.
- Огірко I. B., Огірко О. І., Кащевська С. І. Інформаційні технології та інформаційне забезпечення фізичної культури та спорту. Збірник. Тернопільський національний педагогічний університет імені Володимира Гнатюка. Збірник_ІІІ_науково-практичного семінару «Іноваційні підходи до фізичного виховання і спорту студентської молоді» 15-16 грудня 2016. — C. 90—93. https://www.academia.edu/Bookmarks%5Bнедоступне+посилання%5D.